# Moos (Gemeinde Liebenfels)
Moos ist eine Ortschaft in der Gemeinde Liebenfels im Bezirk Sankt Veit an der Glan in Kärnten (Österreich). Die Ortschaft hat 7 Einwohner (Stand 1. Jänner 2024). Sie liegt auf dem Gebiet der Katastralgemeinde Hardegg.
1958 bis 1972 wurde der nordwestliche Teil des heutigen Orts St. Peter am Bichl offiziell als zur Ortschaft Moos gehörend geführt.

## Lage
Die Ortschaft liegt im äußersten Südwesten des Bezirks Sankt Veit an der Glan an der Grenze zu Klagenfurt am Wörthersee, westlich der Tentschacher Straße L69 und südöstlich des Zmulner Sees.

## Geschichte
Der Ort wurde 1313 als Moos urkundlich erwähnt.
Zur Zeit der Erstellung des Franziszeischen Katasters erstreckte sich der kleine Ort beidseits der Grenze zwischen den Steuergemeinden Hardegg im Westen und Kleinbuch im Osten, damit gehörte der westliche Teil zum Steuerbezirk Hardegg, der östliche zum Steuerbezirk Tentschach.
Bei Gründung der Ortsgemeinden im Zuge der Reformen nach der Revolution 1848/49 kam der westliche Teil an die Gemeinde Hardegg; der östliche, heute abgekommene Teil wird in den Ortsverzeichnissen der zweiten Hälfte des 19. Jahrhunderts nicht mehr erwähnt. 1958 kam der auf der Katastralgemeinde Hardegg liegende Ort Moos an die damals durch die Fusion der Gemeinden Hardegg, Liemberg, und Pulst entstandene Gemeinde Liebenfels. Die Gemeinde Liebenfels zählte außerdem, im Gegensatz zum allgemeinen Sprachgebrauch, auch den nordwestlichen Teil des gut 1 Kilometer weiter östlich gelegenen, damals durch Gemeindegrenzen durchschnittenen Dorfs St. Peter am Bichl als zur Ortschaft Moos gehörend. Doch im Zuge der Gemeindestrukturreformen 1972/1973 wurde das Dorf St. Peter am Bichl zur Gänze an die Stadtgemeinde Klagenfurt angeschlossen, womit Moos aus Sicht der Gemeinde Liebenfels 7 von 8 Häusern verlor und seither wieder auf den eigentlichen Kern des Orts beschränkt ist.

## Bevölkerungsentwicklung
Für die Ortschaft ermittelte man folgende Einwohnerzahlen:
- 1869: 3 Häuser, 39 Einwohner[4]
- 1880: 3 Häuser, 40 Einwohner[5]
- 1890: 3 Häuser, 31 Einwohner[6]
- 1900: 3 Häuser, 32 Einwohner[7]
- 1910: 3 Häuser, 25 Einwohner[8]
- 1923: 3 Häuser, 42 Einwohner[9]
- 1934: ? Häuser, 26 Einwohner[10]
- 1961: 8 Häuser, 37 Einwohner[11] (einschließlich des nordwestlichen Teils von St. Peter am Bichl)
- 1973: 1 Haus, ? Einwohner[3]
- 2001: 3 Gebäude (davon 2 mit Hauptwohnsitz) mit 4 Wohnungen; 7 Einwohner und 0 Nebenwohnsitzfälle; 4 Haushalte; 0 Arbeitsstätten, 1 land- und forstwirtschaftlicher Betrieb[12]
- 2011: 3 Gebäude, 9 Einwohner, 3 Haushalte, 2 Arbeitsstätten[13]
- 2021: 3 Gebäude, 7 Einwohner, 2 Haushalte, 1 Arbeitsstätte[14]